# Dropkick Murphys
Dropkick Murphys (произносится [ˈdɹɒpkɪk ˈmɜːfɪz]) — американская кельтик-панк-группа. Коллектив был основан в 1996 году Майком Макколганом, Кеном Кейси и Риком Бартоном в Бостоне, Массачусетс. На творчество этой группы повлияли такие коллективы, как The Clash, The Pogues, AC/DC, Swingin’ Utters и Stiff Little Fingers. Песни группы популярны среди многих социальных движений, гражданских организаций и активистских субкультур. На протяжении творческого пути состав коллектива неоднократно изменялся. Бывшими участниками Dropkick Murphys были образованы многие другие известные группы.
Все участники Dropkick Murphys чтут культурные и исторические традиции ирландского народа. Коллектив ежегодно выступает в Бостоне на национальном празднике Дне святого Патрика.
Некоторые песни группы стали популярны в спортивной среде, в частности среди хоккейных и бейсбольных клубов, и часто звучат во время проведения домашних матчей и чемпионатов.

## Название группы
Название коллектива произошло от имени бывшего футбольного игрока, вскоре ставшего рестлером, Джона Мёрфи по прозвищу «Дропкик» («Dropkick» в английском языке обозначает название удара ногами в прыжке в реслинге), жившего в Бостоне. В 50—60-х годах XX века он основал в своём доме тренировочный центр для боксёров, страдающих пристрастием к алкоголю, и помогал им восстановить здоровье после очередного запоя и обрести былую физическую форму. Вскоре тренировочный центр стал более известен в качестве реабилитационного центра, а Джон Мёрфи стал своего рода легендой в Бостоне и Восточном Массачусетсе. Жившие в этом районе участники группы решили назвать её «Dropkick Murphys».
Мэтт Келли:
Джон Мёрфи был типичным бостонским парнем, он очень гордился своими ирландскими корнями и непоколебимой верностью своему родному Бостону — как и все Dropkick Murphys.

## История группы

### Период Oi! (1996—2001)

#### Начало карьеры и дебютный альбом

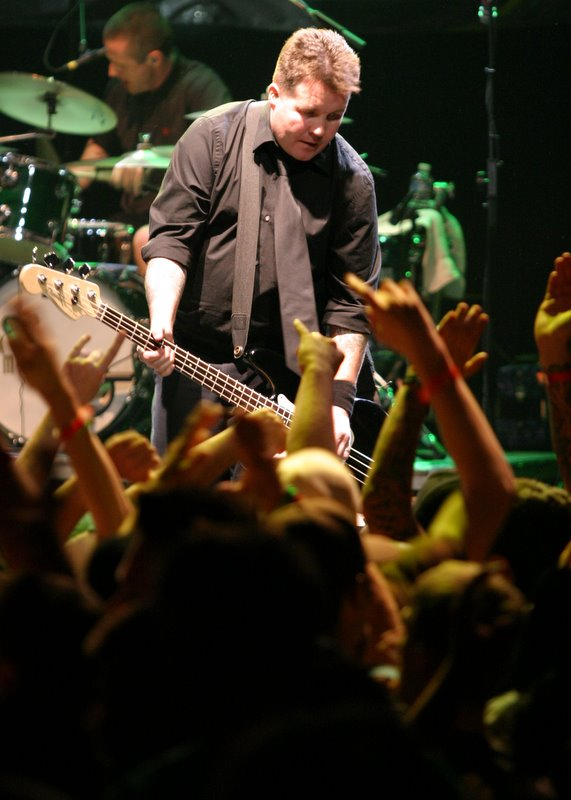
Кен Кейси перед толпой (2007)

Группа была сформирована в Бостоне в 1996 году. Dropkick Murphys начинали репетировать в подвальном помещении парикмахерской их общего знакомого. В первый состав группы вошли Майк Макколган (вокал), Кен Кейси (бас) и Рик Бартон (гитара). Барабанщики постоянно менялись вплоть до 1997 года — до тех пор, пока участником группы не стал Мэтт Келли. Музыкальный материал группы базировался на панк-роке, хардкоре и ирландском фольклоре. В июле 1996 года Dropkick Murphys совместно со стрит-панками The Ducky Boys записали сплит DKM/Ducky Boys Split 7 Inch, который был выпущен компанией Flat Records. В феврале того же года небольшим тиражом вышли синглы «Tattoos and Scally Caps» (GMM Records) и «Fire and Brimstone» (Cyclone Records), а в июле того же года был издан первый мини-альбом Boys on the Docks (Cyclone Records). В сентябре 1997 года был выпущен совместный мини-альбом с группой Bruisers на Pogostick Records, а в ноябре с Oi!/стрит-панк-коллективом Anti-Heros на TKO Records. В июле 1998 года на лейбле Flat Records в США и на Knockout Records в Европе вышел сплит Irish Stout vs. German Lager с немецкой стрит-панк-группой Oxymoron. Все сплиты и синглы были выпущены ограниченными тиражами. В этом же году Dropkick Murphys подписали контракт с известным среди панк-звёзд лейблом Hellcat Records, принадлежащим вокалисту группы Rancid Тиму Армстронгу, и представили свой первый лонгплей Do or Die. Его продюсером стал другой участник Rancid — гитарист Ларс Фредериксн. На песню «Barrom Hero» был снят первый видеоклип коллектива.

#### The Gang’s All Here
Через некоторое время состав команды покинул Майк Макколган, предпочтя музыкальной карьере желание осуществить свою мечту стать пожарным. Вскоре он всё же возвращается в музыкальную индустрию, основав стрит-панк-коллектив Street Dogs. Ему на смену пришёл Эл Барр (в прошлом вокалист стрит-панк-группы The Bruisers). В 1999 году музыканты записали и выпустили следующий студийный альбом The Gang’s All Here, который критики приняли неоднозначно. Некоторые издания назвали его неудачным, по сравнению с Do or Die, а многие, напротив, заявили, что новый альбом Murphys невероятно хорош (с учётом того, что группа была образована сравнительно недавно). Интернет-журнал Music Critic, например, похвалил вокал Эла Барра и качество музыки коллектива: «Они сочетают сырую энергию с блестящей и точной ритм-секцией баса и барабанов, работающих вместе». Видеоклип на песню из сингла «10 Years of Service» получил ротацию на MTV в шоу 120 Minutes. В том же году во время турне группа присоединилась к хеви-метал-коллективу Motörhead, а в декабре выпустила два сплит-альбома: на лейбле Flat Records пластинку UNITY с группой Agnostic Front и на Taang! Records — Mob Mentality совместно с The Business.
В мае 2000 года вышел первый сборник синглов и неизданных ранее песен The Singles Collection Vol. 1, на котором присутствовали пять кавер-версий: трёх песен The Clash, песни The Pogues и композиции хардкор-панк-группы Slapshot. В июле этого года на CD ограниченным тиражом музыканты выпустили сингл «Good Rats», что в переводе с английского означает «Хорошие крысы», в дань старой легенде о том, что на фабрике ирландского пивовара Гиннесса крысы, пьющие эль, добавляли в него тайный ингредиент, придающий напитку особый вкус. В середине года команда выпустила сплит-альбом Mob Mentality с группой The Business на виниле и компакт-дисках, первую и последнюю песни на котором исполнила некая группа McBusiness, которая на самом деле являлась альянсом из самих The Business и Dropkick Murphys. От одноимённой пластинки 1999 года эта отличается расширенным трек-листом.

### Изменение звучания, период фолка (2001—2005)

#### Sing Loud, Sing Proud!

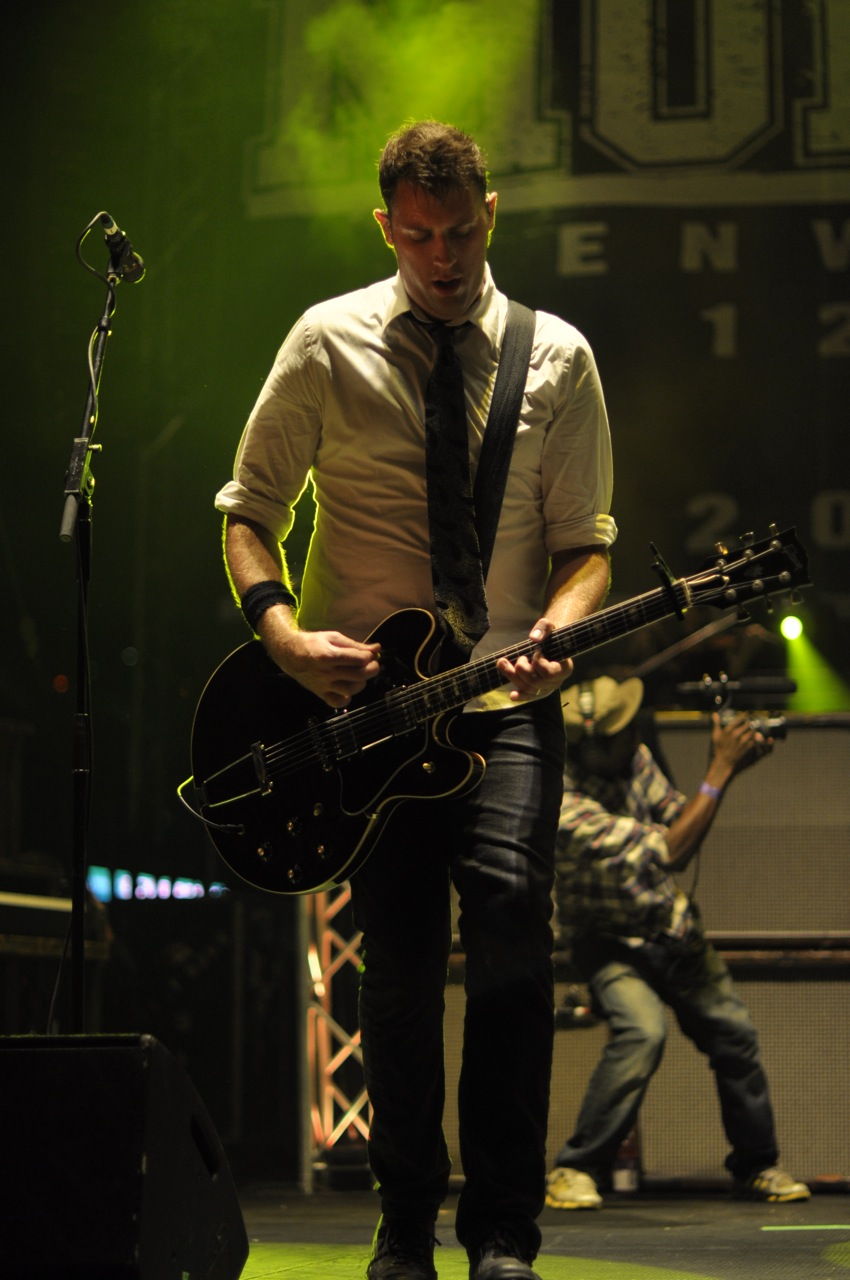
Тим Бреннан (2011)

В то же время состав Dropkick Murphys претерпел значительные изменения, став септетом. На смену покинувшему группу Рику Бартону пришёл новый гитарист Марк Оррелл, а также присоединились Райан Фолц (мандолина, флейта), Джеймс Линч (гитара) и Робби «Спайси Макхаггис» Медериос (волынка). В таком составе группа записала и выпустила новый студийный альбом Sing Loud, Sing Proud! в феврале 2001 года. Продюсером альбома стал Кен Кейси, а приглашёнными гостями для записи пластинки стали Шейн Макгован (бывший участник The Pogues) и Колин Макфаулл (Cock Sparrer). Альбом включает в себя обновлённую версию старой песни группы «Caps and Bottles», классические ирландские фольклорные композиции «The Rocky Road to Dublin» и «The Wild Rover», а также гимн знаменитого Бостонского колледжа, основанного ещё в 1863 году, «For Boston». В поддержку альбома группа провела тур по США, а позже музыканты отправились в месячный тур по Европе.
В 2002 году Dropkick Murphys пригласили калифорнийских поп-панков Face to Face в студию для совместной записи и попросили их вокалиста Тревера Кита перепеть одну из своих песен. Вскоре на компакт-дисках вышел сплит-альбом с этой группой. Позже они и сами по-дружески сделали кавер на Face to Face. В этом же году группа выпустила свой первый концертный альбом под названием Live on St. Patrick’s Day from Boston, записанный 17 марта на национальном ирландском празднике в честь Святого Патрика в их родном Бостоне. На концерт было продано 12 000 билетов. До этого рекорд по продажам принадлежал панк-группе Ramones.

#### Blackout
В 2003 году группа представила новый альбом Blackout. До его выпуска состав покинули Райан Фолц и Спайси Макхаггис, на смену которым пришли Тим Бреннан (мандолина, акустическая гитара) и Джош «Скраффи» Уоллес (волынка). Это первый альбом группы, попавший в первую сотню американского хит-парада. Критик Дилан Вочман отметил звучание альбома, которое, в отличие от предыдущих работ Dropkick Murphys, получилось более фольклорным и мелодичным, что слушатели не могли ожидать от группы, исполняющей Oi!. После его выхода участники отправились на ежегодный фестиваль музыки и экстремального спорта Vans Warped Tour, по возвращении с которого коллектив покинул Райан Фолтз, ставший позже играть в группах Lars Frederiksen and the Bastards, Tiger Army и The Unseen. Композиция «Time to Go» из нового альбома позже стала официальным гимном клуба НХЛ «Бостон Брюинз» (его фанатами являются все без исключения участники Dropkick Murphys). Другими хитами из альбома стали: перепевка классической песни Пита Сейнт-Джонса «Fields of Athenry» и кавер-версия старой композиции ирландского певца Вуди Гатри «Gonna Be a Blackout Tonight». Позднее, в августе, группа поддерживала временно воссоединившихся анархо-панков Sex Pistols в их летне-осеннем турне по городам Соединённых Штатов, в котором также принимали участие Reverend Horton Heat.
В 2004 году вышел первый концертный DVD группы On the Road with the Dropkick Murphys и мини-альбом под названием Tessie — видоизменённый гимн бейсбольного клуба «Бостон Ред Сокс». В том же году Кен Кейси выступил продюсером альбома State of Discontent стрит-панк-группы The Unseen.

### Коммерческий успех (2005 — настоящее время)

#### The Warrior’s Code

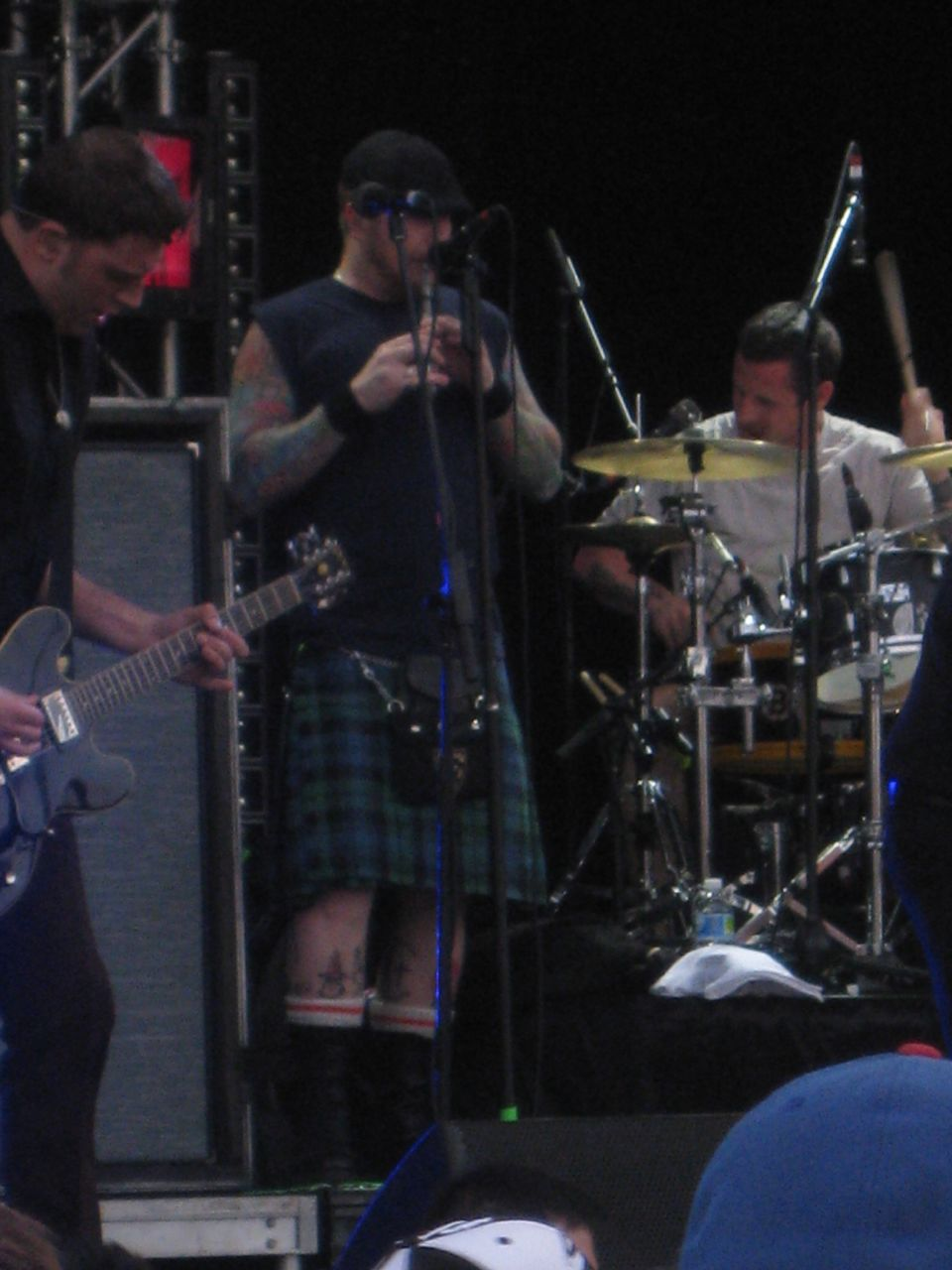
Слева направо: Бреннан, Уоллес и Келли на концерте в 2010 году

В 2005 году Dropkick Murphys выпустили сборник Singles Collection Volume 2, в который вошли песни и каверы, не попавшие в предыдущие альбомы, — на песню «Halloween» хоррор-панков Misfits и «It’s a Long Way to the Top (If You Wanna Rock ’n’ Roll)» группы AC/DC. В середине года появился новый студийный альбом The Warrior’s Code («Кодекс бойца»), который участники посвятили боксёру из США Микки Уорду по прозвищу «Ирландец». Альбом занял 33 место в Sweden Albums Top 60, 48 место в US Albums Top 100, 72 место в Austria Albums Top 75 и 76 место в Dutch Albums Top 100. В этом же году было решено участвовать в записи саундтрека к фильму Мартина Скорсезе «Отступники»; композиция «I’m Shipping Up to Boston» звучит в заглавных титрах фильма и в ходе развития сюжета. Она была одобрена исполнителем одной из главных ролей фильма актёром Леонардо Ди Каприо. В оригинале слова этой песни принадлежат ирландскому фольклорному исполнителю Вуди Гатри. Благодаря большому количеству положительных отзывов вскоре были сняты две версии видеоклипа на эту композицию. Песня стала одной из самых успешных в творчестве группы. Вскоре композиция появилась в одной из серий 19 сезона мультсериала «Симпсоны». С августа по октябрь 2005 года Dropkick Murphys, в поддержку пластинки, отправились в мировой тур, посетив сначала Европу и Японию (совместно с панк-группой The Explosion), а затем продолжили выступления, вернувшись в США (совместно с панк-группами Gang Green, Lost City Angels и Darkbuster).
Так же одна из песен группы «Johnny,I hardly knew ya» звучала в сериале «Сыны анархии», где по сюжету часто присутствовали ирландцы.
В декабре 2010 года заглавная песня альбома The Warrior’s Code прозвучала в фильме с Кристианом Бейлом «Боец» (получившем премию «Оскар») о жизни и карьере Микки «Ирландца» Уорда, роль которого сыграл Марк Уолберг. В 2011 году знаменитая песня «I’m Shipping Up To Boston» стала саундтреком к музыкальной игре Tap Tap Revenge 4 для iPhone и iPod Touch. В записи версий своих песен для игры, помимо Dropkick Murphys, также приняли участие коллективы The Offspring, NOFX, Refused, Bad Religion и Social Distortion.

#### The Meanest of Times
Осенью 2007 года Dropkick Murphys выпустили свой шестой студийный альбом The Meanest of Times, стартовавший на 20 месте в американских чартах. Альбом был выпущен благодаря сотрудничеству с калифорнийской компанией Warner Brothers на собственном лейбле группы Born & Bred Records, после того как группа покинула Hellcat Records. Он занял 18 место в Sweden Albums Top 60, 20 место в US Albums Top 100, 38 место в Germany Albums Top 50 и 76 место в Dutch Albums Top 100. Песня из этого альбома «The State of Massachusetts» появилась в известном американском шоу на MTV Nitro Circus и вскоре попала на 83-е место в списке «100 лучших песен 2007 года» по версии издательства Rolling Stone, а в январе 2008 года была признана одной из 60 самых популярных в США альтернативных песен предыдущего года. В записи песни «(F)lannigan’s Ball» приняли участие Спайдер Трэйси (The Pogues) и Ронни Дрю (The Dubliners). В этом же году о своём уходе из группы объявил гитарист и аккордеонист Марк Оррелл. Оррелл сказал по этому поводу:
Я благодарен за всё то, что мне дало участие в Dropkick Murphys. Хоть это и печально, но, мне кажется, настало время, чтобы попробовать поработать в других музыкальных стилях и реализовать несколько собственных проектов. Как говорят некоторые люди — я готов расправить свои крылья. Моё дело в группе продолжит Тим Бреннан. Тим — один из величайших музыкантов, среди тех, кого я знаю, и уверен, он проделает удивительную работу. Я желаю ему и группе всего наилучшего в будущем и благодарю ребят за всё то, что они для меня сделали, и за возможность увидеть мир, играя в одной из лучших панк-групп на планете.
Тогда же в состав группы вошёл Джефф Дароса, который стал вместо Бреннана играть на мандолине.

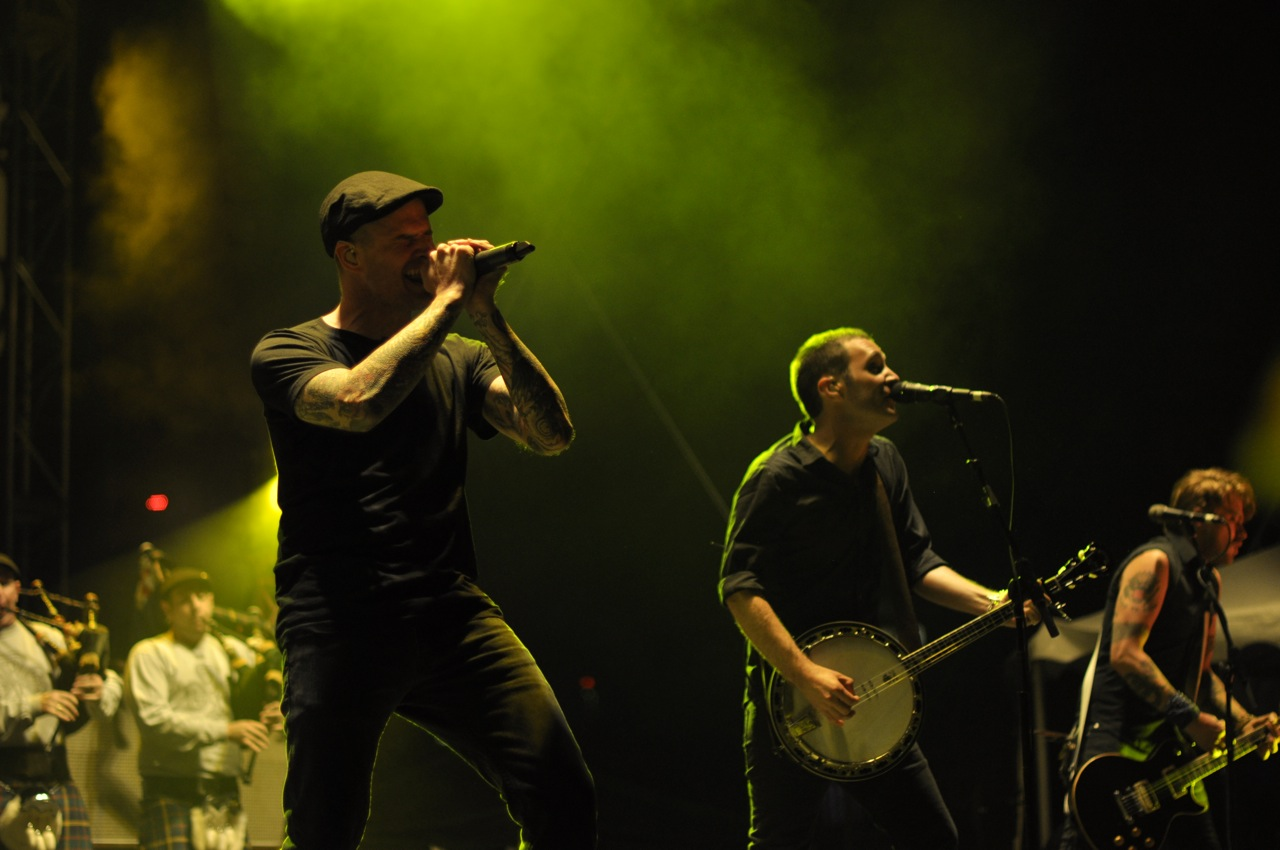
Dropkick Murphys на концерте в сентябре 2011 года

15 марта 2008 года ко Дню святого Патрика был выпущен бесплатный комплект некоторых песен группы для игры Guitar Hero III, доступный для загрузки в таких сетях, как Xbox Live Marketplace и Playstation Network. Песня «The State of Massachusetts» была доступна как загружаемый контент в Guitar Hero II. В июле 2009 года в качестве загружаемого трека для игры Guitar Hero World Tour была доступна песня «I’m Shipping Up to Boston», а спустя месяц эта же композиция появилась в видеоигре Rock Band. В 2008 году фронтмен группы Кен Кейси открыл свой спорт-бар «McGreevy’s». В прошлом это — первый «спорт-бар и бейсбольный музей», который закрылся в 1920 году. 22 апреля 2009 года, присоединившись в Бостоне к Брюсу Спрингстину и его группе E-Street Band, Dropkick Murphys отправляются с ними в турне Working on a Dream Tour. 16 июня этого же года коллектив провёл совместный концерт с группой Aerosmith. 16 марта 2010 года в свет вышел второй концертный альбом группы Live on Lansdowne, Boston MA, записанный в 2009 году во время шестидневного празднования Дня святого Патрика. Альбом стал первым полностью концертным DVD и стартовал на 25-м месте в американском чарте US Albums Top 100 и 38 месте в шведском чарте Sweden Albums Top 60. Последний трек из альбома «I’m Shipping Up to Boston» был исполнен вместе с основателями ска-панка, группой The Mighty Mighty Bosstones. Композиция позже стала гимном Австралийской футбольной лиги (AFL) 2009 и 2010 года.

#### Going Out in Style
В 2011 году одна из самых старых композиций группы «Baroom Hero» была представлена в документальном фильме об афганской войне «Рестрепо».
1 марта 2011 года вышел седьмой студийный альбом Dropkick Murphys Going Out in Style, в записи которого приняли участие Фэт Майк (Майк Бёркетт) (NOFX), Крис Чини (Living End) и актёр Ленни Кларк, а также Брюс Спрингстин. Он исполнил вместе с Кеном Кейси очередную кавер-версию песни 1913 года «Peg o’ My Heart». Через две недели после выхода Going Out in Style попал на шестую строчку в американском чарте альбомов. Во всех тринадцати песнях альбома описывается биография вымышленного персонажа Корнелиуса Ларкина (ирландского эмигранта в США). По словам Кена Кейси, многие из песен — реальные истории из жизни их родителей, бабушек и дедушек.
Видео на заглавную песню «Going Out in Style», определяющую настроение пластинки, музыканты снимали в похоронном бюро. По сюжету поминальный обед вышел из-под контроля и превратился в весёлую ирландскую вечеринку.
В апреле 2011 года с новым музыкальным материалом Dropkick Murphys отправились в концертный тур по Европе (он включил в себя два отдельных крупных тура — в начале и конце поездки) и Северной Америке (Канаде и США).
2 сентября группа выступила на двухдневном фестивале Call of Duty XP Event. Фестиваль является рекламным мероприятием, посвящённым игре Modern Warfare 3 из серии популярных видеоигр. Создатели игры отметили, что Dropkick Murphys делают её гораздо более запоминающейся. В октябре компания R.G. Hardie Bagpipe Company назвала волынщика Скраффи Уоллеса «Артистом месяца».
25 января 2012 года вышел концертный альбом Going Out In Style: Fenway Park Bonus Edition, записанный 8 и 9 сентября 2011 года во время выступлений группы в Фенуэй Парке. Диск содержит бонусный материал. 19 и 20 июня 2012 года в рамках мирового турне Dropkick Murphys впервые выступили в России, проведя по одному концерту в Москве и Санкт-Петербурге.

### Signed and Sealed In Blood
17 октября на своём официальном сайте Dropkick Murphys анонсировали точную дату выхода нового альбома под названием Signed and Sealed In Blood на 8 января 2013 года. Альбом записывался на студии «Q Division» в Бостоне в сотрудничестве с продюсером Тедом Хаттом. 7 ноября на официальном сайте журнала Rolling Stone состоялась премьера видеоклипа на песню из нового альбома «Rose Tattoo». 
Текст и история этой песни отражают важные моменты, вехи и людей в моей жизни, показывая её через татуировки на моём теле. Создание видео, в котором имеются также фотографии и изображения фанатов, которые носят наш мерч в течение жизни, добавляет ещё больше эмоций и смысла в это видео для нас самих,
— рассказал Кейси в интервью для журнала.
14 ноября был выпущен альбом Angels & Devils знаменитых канадских кельтик-панков The Mahones, одна из композиций которого, «Spanish Lady», была записана совместно с Кеном Кейси. В поддержку своего альбома The Mahones совместно с Dropkick Murphys гастролировали по всей территории США, в рамках большого мирового турне.
В конце ноября в интернет-магазине на сайте Dropkick Murphys на 7-дюймовом виниле появилось ограниченное издание нового сингла «The Season’s Upon Us» с выходящего альбома, а 4 декабря состоялась премьера рождественского видеоклипа на эту песню.

## Посвящения
16 мая 2014 года на CD был выпущен первый трибьют Dropkick Murphys Ex-USSR Tribute to Dropkick Murphys, в котором приняли участие 17 самых известных панк-групп из России и 1 с Украины, играющих в жанрах панк-рок, кельтик-панк, Oi! / стрит-панк, хардкор-панк, кроссовер-трэш, ска-кор, сайкобилли и крэк-рокстеди. Альбом так же выл выложен на Bandcamp для бесплатного скачивания. Вслед за отечественными коллегами 28 февраля 2015 года канадский лейбл Take a Shot Records выпустил второй трибьют знаменитым бостонцам Famous For Nothing: A Tribute To Dropkick Murphys, в котором так же приняли участие 18 команд из США, Швеции, Австралии и Канады, играющих панк-музыку в разных направлениях. Сборник был одобрен лидером DKM Кеном Кейси. 100 процентов выручки с продажи были переданы в благотворительный фонд группы Claddagh Fund, финансирующий исследования раковых заболеваний, организацию спортивных мероприятий для детей и оказывающий помощь ветеранам войны и анонимным алкоголикам.

## Критика и обвинения в национализме

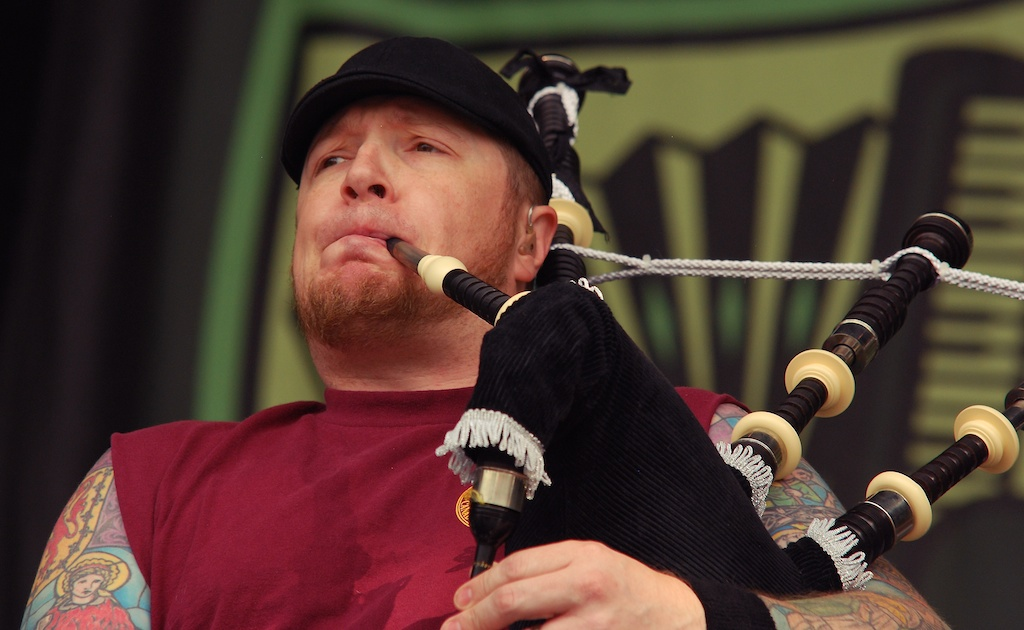
Джош «Скраффи» Уоллес играет на волынке на концерте в 2011 году

В начале своей карьеры Dropkick Murphys испытывали проблемы, так как некоторые часто рассматривали их в качестве «бонов» и неонацистов. Это объясняется тем, что большинство поклонников прежнего творчества коллектива (времён исполнения жанра Oi!) являлось скинхедами. Мэтт Келли в своих интервью отвергал идею того, что участники группы расисты или неонацисты, и заявлял о том, что люди, которые знают Dropkick Murphys, могут это подтвердить. Кроме того, Келли объяснил тот факт, что нацисты ненавидят католиков, а большинство из участников группы — ирландские католики. Коллектив не причисляет себя к национальным политическим и общественным социальным движениям антиглобализма и расиализма.
Эл Барр говорил в интервью о том, что термин «Oi!» вызывает в средствах массовой информации смущение и некое замешательство и изначально являлся возгласом рабочего класса, который пришёл из Англии и возник под влиянием панк-музыки конца 1970-х годов, а также под влиянием рок-н-ролла и ирландской музыки. Таким образом, музыка коллектива — это смешение музыкальных жанров, в том числе и Oi!.
Эл Барр:
«Oi!», для меня, означает «единство». Это призыв к единству. Некоторые люди думают, что это означает «Власть белых». Люди действительно запутались. «Oi!» — музыка для всех людей, как чёрного, так и белого цвета кожи.
Dropkick Murphys относятся к американскому движению традиционных скинхедов Восточного побережья наряду с такими группами, как Anti-Heros, Iron Cross, Stormwatch, Templars, Niblick Henbane, Patriot, Warzone и Agnostic Front.
В финале концерта, посвящённого празднованию Дня святого Патрика в 2013 году, в нью-йоркском зале Terminal 5 группа стала созывать на сцену фанатов, чтобы исполнить с ними последние песни. Один из забравшихся на сцену начал вскидывать правую руку, после чего Кен Кейси, расценивший это как нацистское приветствие, ударил парня бас-гитарой и нанёс ещё несколько ударов кулаками, пока музыканта не оттащили охранники. После этого Кен объявил в микрофон, что нацистам не место на концертах Dropkick Murphys.
Dropkick Murphys пришлось также столкнуться с критикой в мире панк-рока в лице вокалиста и гитариста группы The Queers Джо Кинга (он же Джо Квир). Музыкант нелестно высказался по поводу возрождения стрит-панк сцены, а именно о том, что, по его мнению, это направление восхваляет насилие и классовые войны. В 2005 году на своём официальном сайте он раскритиковал влияние Dropkick Murphys. Кинг заявил:
Это чертовски глупая ирландская группа (Dropkick Murphys) — показатель того, что дни всей панк-сцены (вернее то, что от неё осталось) полностью сочтены, они просто не понимают, с чем хотят бороться.
Музыкальный критик Кил Хэйк отметил, что в новом материале Dropkick Murphys постоянно оттачивают свой собственный уже сложившийся стиль и ищут все новые и всесторонние элементы звучания, в отличие от многих других групп играющих подобную музыку, которые, как правило, зацикливаются на определенной манере игры.

На обзоре альбома The Meanest of Times, критик Мэри Кей Уильямс отметила манеру исполнения песен: 
Их музыка, как и вокал сочетают различные темпы исполнения: иногда бешеные – иногда медленные, в которых не только много гнева, зла, виски и смерти, но достаточно доброты, Бога, дома, камина и семьи, то есть присутствие в них любви и боли. Конечно все это ещё раз говорит о принадлежности Murphys к ирландской диаспоре и характере, заложенном в детстве, проведенном в Бостоне.

## Культурное наследие
Dropkick Murphys, являясь выходцами из семей эмигрантов (за исключением Джеффа ДаРосса), унаследовали кельтские традиции и воспели свою историческую родину во многих композициях. Группа записала множество кавер-версий народных ирландских песен и песен её отдельных исполнителей. Особое звучание группе придает использование национальных фольклорных музыкальных инструментов (волынки, банджо, мандолины и т. д.) и традиционных панковских «запилов» с использованием жёстких гитарных риффов и барабанов. Эл Барр:
Народная музыка является формой панка, потому что фольклорная музыка — это способ говорить о предметах, которые затрагивают всех нас. Есть же менталитет и в панке.
В песнях коллектива часто описываются посиделки в пивных пабах, являющихся важным социокультурным элементом их страны, за распитием национального напитка — эля (так называемые «Ирландские застольные песни» (Irish Pub Drinking Songs)). Большое внимание Dropkick Murphys уделяют социальным проблемам и тяжёлому положению рабочего класса в Америке, многочисленным войнам на Ближнем Востоке, а также в их песнях присутствует ирландский юмор.
В оформлении своих пластинок группа использует клевер-трилистник — традиционный символ Ирландии и ирландцев, история возникновения которого восходит к Святому Патрику (христианский святой, покровитель Ирландии), и зарегистрированная торговая марка Республики Ирландия. На обложке сингла «Walk Away», например, изображён кельтский крест, а на обложке сингла «The State of Massachusetts» изображён орёл, сжимающий в когтях волынку.
Традицией команды стали ежегодные концерты в честь национального ирландского праздника — Дня святого Патрика. Участники издали по этому поводу два концертных альбома «Live on St. Patrick’s Day from Boston, MA» и «Live On Lansdowne, Boston MA». Последний был также издан на DVD-дисках.
Из всех участников группы один Джеймс «Скраффи» Уоллес, играющий на волынке, носит шотландский килт, а вокалист Эл Барр — единственный участник коллектива, который имеет шотландские корни.
Многие полагают, что Dropkick Murphys являются первой панк-группой, начавшей использовать в своей музыке волынку, но на самом деле их опередила канадская группа The Real McKenzies.

## Отношение к политике

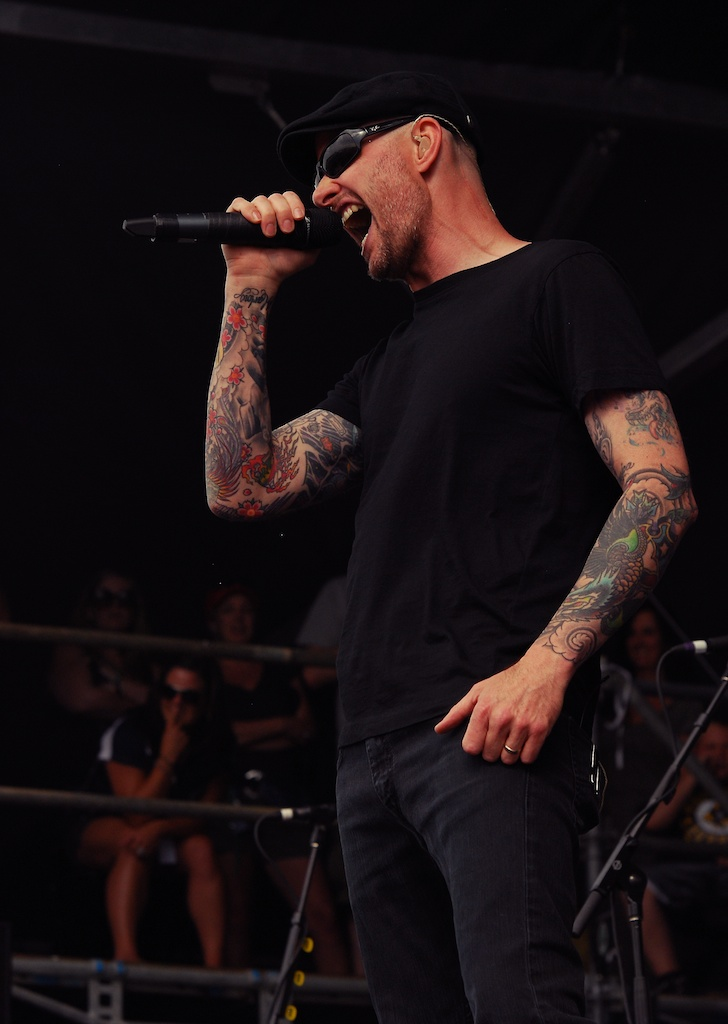
Эл Барр на концерте в 2011 году

Во многих своих песнях Dropkick Murphys делают сильный акцент на темы, представляющие интересы рабочего класса, как ирландцев, так и других эмигрантов, проживающих в Соединённых Штатах. Участники коллектива утверждают, что стараются ознакомить детей и молодёжь с предстоящей им «большой жизнью», и призывают старшее поколение следовать их жизненному примеру и уметь защищать свои гражданские права и культурные ценности. Группа считает, что именно музыка в стилях панк, хардкор, Oi!, фолк и старая рок-сцена могут изменить взгляды молодых людей на окружающие их политические события в стране и мире.
Например, песня «Take ’Em Down» выступает в поддержку тысяч профсоюзных рабочих Висконсина и их сторонников, протестующих против бюджетного плана, принятого губернатором штата Массачусетс. Усилиями группы, при поддержке рабочих в сотрудничестве с SEIU и другими профсоюзами и федерациями труда, песня звучала на митингах по всей стране.
Своё отражение в творчестве коллектива нашла и тема войны в Ираке на примере одного солдата-контрактника из простой рабочей семьи. Их песня «Last Letter Home» содержит отрывки из личных писем сержанта Эндрю Фаррара, адресованных его жене и матери.
Кен Кейси:
Семья погибшего хотела нам рассказать, что он был большим поклонником Dropkick Murphys, и прочли нам письмо, которое он написал своей матери незадолго до смерти, где благодарил её за высланные CD с нашими альбомами и попросил, что если с ним что-нибудь случится во время действий в Ираке, чтобы одна из наших песен играла на его похоронах. Срок его службы в Ираке подходил к концу, и он вскоре должен был вернуться домой, чтобы дать свадебные клятвы под другую нашу песню „Forever“. Мы присутствовали на его похоронах, чтобы удовлетворить его последнее желание, и сыграли песню „Fields Of Athenry“, когда его гроб вносили в церковь. Мы её переписали, чтобы включить в неё строчки из этого письма.
В память об Эндрю Фарраре Dropkick Murphys выпустили сингл, средства от продажи которого были переданы в помощь семье погибшего (вдове и двум детям).
Также Dropkick Murphys имеют прочные отношения с Американской федерацией труда и Конгрессом производственных профсоюзов США. Группа заявляет, что все они — демократы. Во время президентских выборов в США 2004 года они входили в состав политической активистской организации, посвящённой нанесению поражения Джорджу Бушу-младшему. В том же году их композиция «We Got the Power» появилась на панк-сборнике Rock Against Bush, Vol. 2, посвящённом критике президента Буша и политики США в целом.

## Эстетика и благотворительность
Как и многие панк-коллективы, Dropkick Murphys придерживаются определенных принципов, оставаясь верными своей субкультуре. Будучи коммерчески успешной группой, музыканты требуют от организаторов всегда продавать билеты на их выступления за 25—30 долларов, в то время, как стоимость билетов на большинство рок-концертов, в среднем, около 67 долларов. Также группа никогда не сотрудничала с коммерческими лейблами.
В 2007 году Dropkick Murphys выступили на благотворительном вечере в бостонском Hard Rock Cafe, где также выступил оркестр пожарной дружины. Доход от концерта был перечислен в благотворительный фонд Leary Firefighters Foundation, являющийся некоммерческой организацией, помогающей пожарным в закупке нового оборудования, техники и оплачивающей их обучение. Также фонд заботится о членах семей пожарных, которые погибли или пострадали при исполнении своих профессиональных служебных обязанностей.
Помимо этого, группа поддерживает различные благотворительные организации. Кен Кейси и Скраффи Уоллес, например, совместно с хоккейным клубом Бостон Брюинз занимаются сбором средств для благотворительной ассоциации Beard-A-Thon. Это некоммерческая организация, которая перечисляет деньги для оказания помощи в лечении детей Новой Англии больных раком. Её принцип заключается в том, чтобы растить бороды и брить их на мероприятии по сбору средств.
В начале 2009 года Кен Кейси открыл свой благотворительный фонд под названием Claddagh Fund. Фонд участвует в спонсировании исследований рака, организации спортивных мероприятий для детей, а также помощи ветеранам войны и фондам анонимных алкоголиков, оказывает финансовую поддержку для их лечения в Бостоне. Многие известные люди помогают организации, включая несколько бывших и нынешних игроков команды Бостон Брюинз — Милана Лучича, Шона Торнтона, Бобби Орра, Дона Суини, а также Кенни Флориана, Мики Уорда, актёра Кевина Чепмена, игроков команды Ред Сокс Тима Уокифилда и Кевина Йокилиша. В качестве первого шага Claddagh Fund организовал хоккейную игру между больными детьми на льду стадиона Фенуэй Парк.
В октябре 2011 года на своём официальном сайте музыканты обратились к поклонникам с просьбой поддержать их друга и менеджера Джеффа Кастелаза в его усилии по сбору денег для фонда The Pablove Foundation, занимающегося борьбой с раком у детей. От этой болезни в 2009 году погиб его сын.

## Дань спорту

Обложка мини-альбома «Tessie», посвящённого бейсбольному клубу Бостон Ред Сокс

Некоторые песни Dropkick Murphys упоминаются в мире спорта. Её участники являются большими поклонниками спорта и, в частности, хоккея на льду и бейсбола. Во время некоторых концертов Dropkick Murphys на большом экране позади сцены транслируются изображения игроков хоккейной команды Бостон Брюинз и отрывки игр с их участием. Также, специально для них, группой была написала песня под названием «Time to Go», которая стала официальным гимном команды. Кроме того, группа несколько раз играла эту песню на спортивной арене TD Garden в Бостоне. Murphys стали исполнителями месяца в октябре 2007 года на веб-сайте NHL.com. Песни группы также вошли в саундтрек к видеоиграм NHL 2005 и NHL 2011. Dropkick Murphys также спонсируют любительские хоккейные команды, которые в свою очередь используют логотип группы.
1 января 2010 года в бостонском Фенуэй Парке во время матча регулярного чемпионата НХЛ Зимняя классика между клубами Бостон Брюинз и Филадельфия Флайерз группа исполнила композицию «I’m Shipping Up to Boston».
Dropkick Murphys также являются поклонниками бостонской бейсбольной команды Бостон Ред Сокс. Группа принимала участие в праздновании победы в мировой серии игр Ред Сокс в 2007 году. Игрок клуба Джонатан Пэплбон присоединился к группе во время песни «I’m Shipping Up To Boston» и исполнил традиционные ирландские танцы. Помимо этого, Dropkick Murphys записали кавер-версию гимна для команды Tessie. На одноимённом мини-альбоме совместно с группой её исполнили несколько игроков Ред Сокс.
Композиция «I’m Shipping Up To Boston» являлась официальным гимном для Австралийской футбольной лиги в 2009 и 2010 годах. Также группа выступала на футбольном стадионе Селтик Парк в Глазго, Шотландия, во время одного из матчей Чемпионата Шотландии по футболу между командами Селтик и Ливингстон.
Форрест Гриффин, боец MMA в полутяжёлом весе, на турнирах UFC также использует эту песню в качестве музыкального сопровождения при выходе на ринг. Более того, группа предоставила атлету своё изображение (логотипы и название) для размещения на его официальных товарах.
В 2008 году фронтмен группы Кен Кейси, совместно с бейсбольным историком и продюсером Питером Нэшом, заново открыл паб McGreevys, который был закрыт в 1920 году. Бар содержит различную коллекционную атрибутику команды Бостон Ред Сокс и является единственным бейсбольным музеем в штате Массачусетс и первым в США.

## Состав группы
Ниже приведён полный список стабильных составов Dropkick Murphys с момента основания группы в 1996 году по настоящее время. Единственным бессменным участником группы является один из её основателей, вокалист и бас-гитарист Кен Кейси, барабанщик Мэтт Келли также принимал участие в записи всех полноформатных альбомов, хотя вошёл в коллектив годом позже.

### Состав по годам
| - Эл Барр (англ. Al Barr) — лид-вокал (с 1998 года) - Кен Кейси (англ. Ken Casey) — бас-гитара, лид-вокал (с 1996 года) - Мэтт Келли (англ. Matt Kelly) — барабаны, бойран, бэк-вокал (с 1997 года) - Джеймс Линч (англ. James Lynch) — гитара, бэк-вокал (с 2001 года) - Тим Бреннан (англ. Tim Brennan) — гитара, аккордеон, бэк-вокал (с 2001 года) - Джефф Дароса (англ. Jeff DaRosa) — акустическая гитара, банджо, бузуки, клавишные, мандолина, свисток, орган, бэк-вокал (с 2008 года) | - Марк Оррелл (англ. Marc Orrell) — гитара, аккордеон, фортепьяно (2000—2008) - Робби «Спайси Макхаггис» Медериос (англ. Robbie «Spicy McHaggis» Mederios) — волынка (2000—2003) - Райан Фолц (англ. Ryan Foltz) — мандолина, вистл (2000—2003) - Джефф Эрна (англ. Jeff Erna) — барабаны (1996—1997) - Майк Макколган (англ. Mike McColgan) — лид-вокал (1996—1998) - Рик Бартон (англ. Rick Barton) — гитара (1996—2000) - Джош «Скраффи» Уоллес (англ. Josh «Scruffy» Wallace) — волынка, вистл (2003—2015) |

|             |              |           |         |             |            |
| Тим Бреннан | Джефф Дароса | Кен Кейси | Эл Барр | Джеймс Линч | Мэтт Келли |

## Сотрудничество
- Шейн Макгован (The Pogues) — вокал в песнях «Good Rats» и «The Wild Rover» из альбома Sing Loud, Sing Proud!Dropkick Murphys на фестивале Leeds Festival в Англии в 2005 году

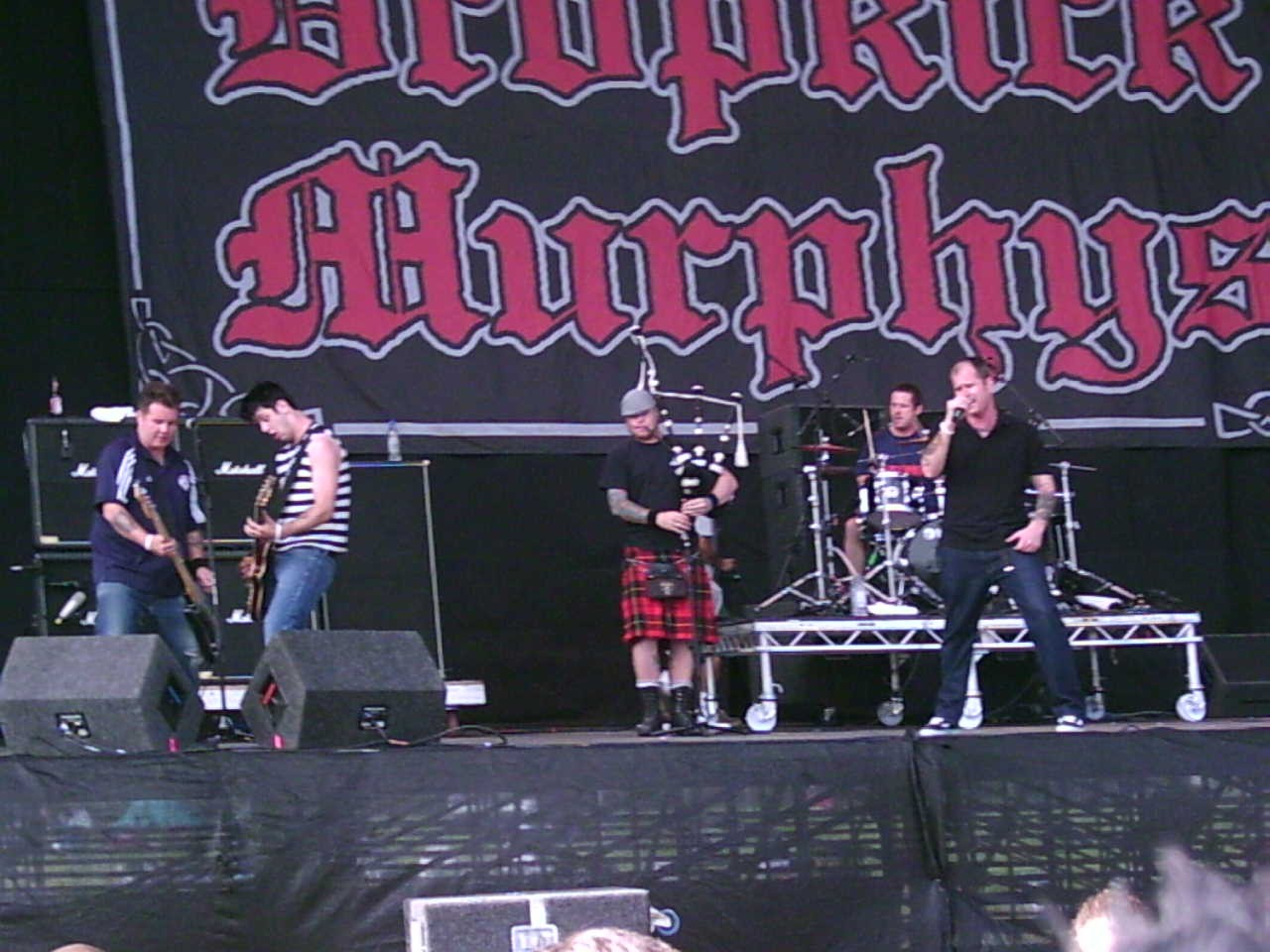
Dropkick Murphys на фестивале Leeds Festival в Англии в 2005 году

- Колин Макфаул (Cock Sparrer) — вокал в песне «Fortunes of War» из альбома Sing Loud, Sing Proud!
- Спайдер Стэйси (The Pogues) — вокал в песне «(F)lannigan’s Ball» из альбома The Meanest of Times
- Ронни Дрю (The Dubliners) — вокал в песне «(F)lannigan’s Ball» из альбома The Meanest of Times
- Ларс Фредериксен (Rancid) — вокал в песне «Skinhead on the MBTA» из альбома Do or Die
- Брюс Спрингстин — вокал в песне «Peg o’ My Heart» из альбома Going Out in Style
- Фэт Майк (NOFX) — вокал в песне «Going Out in Style» из альбома Going Out in Style
- Крис Чини (The Living End) — вокал в песне «Going Out in Style» из альбома Going Out in Style
- Ленни Кларк (актёр) — вокал в песне «Going Out in Style» из альбома Going Out in Style
- Джонни Дэймон (игрок команды Детройт Тайгерс) — участие в записи песни Tessie для альбома The Warrior’s Code[128]
- Бронсон Арройо (игрок команды Цинциннати Редс) — участие в записи песни Tessie для альбома The Warrior’s Code[128]
- Ленни Ди Нардо (игрок команды Бостон Ред Сокс) — участие в записи песни Tessie для альбома The Warrior’s Code[128]
- Стефани Догерти (Deadly Sins) — вокал в песне «The Dirty Glass» из альбома Blackout[134]

## Дискография
За период своей карьеры Dropkick Murphys выпустили 7 студийных альбомов, 4 концертных альбома, 2 сборника, 14 мини-альбомов и синглов, 10 сплит-альбомов, а также 3 DVD-издания. Большее их количество было выпущено компанией Тима Армстронга (Rancid) Hellcat Records, позднее, начиная с альбома The Meanest of Times, группа издавалась на своём собственном лейбле Born & Bred Records.
Студийные альбомы

1998: Do or Die

1999: The Gang’s All Here

2001: Sing Loud, Sing Proud!

2002: Blackout

2005: The Warrior’s Code

2007: The Meanest of Times

2011: Going Out in Style

2013: Signed and Sealed In Blood

2017: 11 Short Stories of Pain & Glory

2021: Turn Up That Dial

2022: This Machine Still Kills Fascists

2023: Okemah Rising

## Традиционные кельтские песни в исполнении группы
| Название                   | Оригинальное название     | Автор            | Альбом                 | Описание |
| -------------------------- | ------------------------- | ---------------- | ---------------------- | --- |
| The Irish Rover            | The Irish Rover           | неизвестен       | Going Out in Style     | Традиционная ирландская песня о великолепных парусных путешествиях из ирландского города Корк до Нью-Йорка с несчастливым концом. |
| The Wild Rover             | The Wild Rover            | неизвестен       | Sing Loud, Sing Proud! | Популярная застольная кельтская песня про бывшего разбойника, вставшего на путь исправления. |
| (F)lannigan’s Ball         | Lannigan’s Ball           | неизвестен       | The Meanest of Times   | Застольная народная ирландская песня. Термин «Lannigan’s Ball» обычно используется в англоязычных странах, чтобы описать ситуацию, которая способствует появлению чего-то плохого. |
| Fairmount Hill             | Spancill Hill             | Майкл Консидайн  | The Meanest of Times   | Написанный в конце XIX века эмигрантом Майклом Консидайном, текст этой песни впервые появился в поэме, адресованной его жене, оставшейся в Ирландии во время Великого голода. Она повествует о том, что после своего прибытия в Бостон герой страдает от серьёзной болезни и никогда не сможет вернуться к ней из Америки. |
| Johnny, I Hardly Knew Ya   | Johnny I Hardly Knew Ye   | неизвестен       | The Meanest of Times   | Популярная ирландская антивоенная песня, написанная в начале XIX века, об ирландских солдатах, воевавших на Цейлоне. |
| Tessie                     | Tessie                    | Уилл Р. Андерсон | The Warrior’s Code     | Начиная с 1920 года исполнялась в Бродвейском театре. Позже песня стала фанатским гимном бейсбольного клуба Бостон Ред Сокс. |
| The Green Fields of France | No Man’s Land             | Эрик Бугл        | The Warrior’s Code     | Песня, написанная в 1976 году, о путешествии по кладбищам времён Первой мировой войны в городе Фландрия на севере Франции. |
| I’m Shipping Up to Boston  | I’m Shipping Up to Boston | Вуди Гатри       | The Warrior’s Code     | Шуточная песня о моряке, потерявшем свою деревянную ногу, взбираясь наверх по топселям, и отправляющемся в Бостон на её поиски. |
| Black Velvet Band          | The Black Velvet Band     | неизвестен       | Blackout               | Песня об ирландских и британских преступниках, отправленных в Австралию. |
| The Fields of Athenry      | The Fields of Athenry     | Пэдди Рейлли     | Blackout               | Песня о Великом голоде в Ирландии, написанная в 1970 году. |
| The Rocky Road To Dublin   | The Rocky Road To Dublin  | D.K. Gavan       | Sing Loud, Sing Proud! | Традиционная ирландская песня о поездке человека из его родного города Туам в Ливерпуль. |
| The Fighting 69th          | The Fighting 69th         | неизвестен       | The Gang’s All Here    | «The Fighting 69th» (с англ. — «69 Боевых действий») — бывший термин, используемый для описания воинствующих отношений вновь прибывших ирландских эмигрантов в США во время Великого голода. Этот термин описывает их мужество и упорство в попытках найти жильё, работу и материально обеспечить свои семьи.              |
| Cadence to Arms            | Scotland the Brave        | неизвестен       | Do or Die              | Песня является официальным гимном Шотландии. Dropkick Murphys изменили в ней слова. |
| Finnegan’s Wake            | Finnegan’s Wake           | неизвестен       | Do or Die              | Ирландская баллада 1850 года и комикс. Песня рассказывает о невзгодах молодых людей с фамилией Финнеганы, которые злоупотребляют спиртными напитками. |